# Steve Webster (golfer)

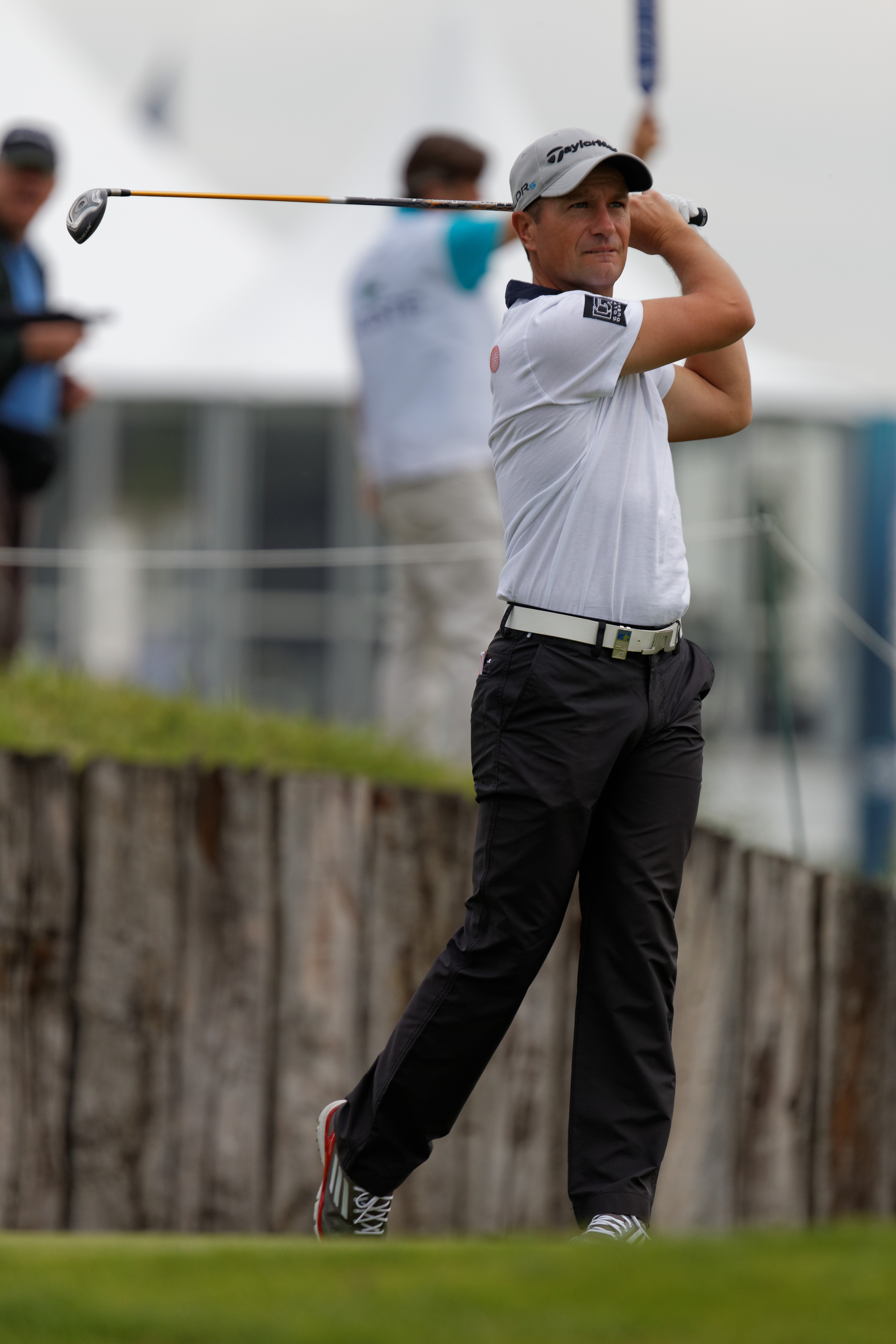
Steve Webster in 2014

Steve Webster (Nuneaton, 17 januari 1975) is een professioneel golfer uit Engeland. 

## Amateur
Als amateur speelde Webster in 1995 het Brits Open en behaalde daar als beste amateur de zilveren medaille. Daarmee bleef hij Tiger Woods en Gordon Sherry voor, zij kregen de bronzen medaille.
In 1993 won hij de Peter McEvoy Trophy, het Open Jeugd Kampioenschap.

### Gewonnen
- 1993: Peter McEvoy Trophy

## Professional
Webster werd in 1995 professional en won dat najaar de Tourschool. Aan het einde van zijn rookiejaar stond hij buiten de top-100 en moest terug naar de Tourschool. Hij behaalde zijn kaart opnieuw en heeft hem sindsdien nooit meer verloren.
In 2007 won hij de eerste editie van de Portugal Masters en droeg deze Tour-overwinning op aan zijn dat jaar overleden moeder.
In 2009 eindigde hij op de tweede plaats bij het Enjoy Jakarta Open, de European Open en het Moravia Silesia Open presented by ALO Diamonds. Mede hierdoor eindigde hij op de 45ste plaats in de Race To Dubai en mocht hij aan het Europees Kampioenschap in Dubai meedoen.

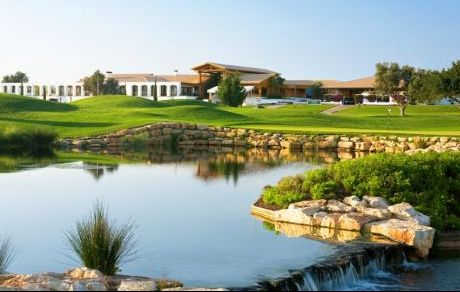
Victoria baan

### Gewonnen
- 2005: Telecom Italia Open op de Castello di Tolcinasco Golf & Country Club in Milaan
- 2007: Portugal Masters op de Oceânico Victoria Golf Course in Vilamoura

### Teams
- Seve Trophy: 2002 (winnaars), 2009 (winnaars)